# فتاة قاروت (رواية)
فتاة قاروت هي رواية للكاتب اليمني الحضرمي أحمد عبد الله السقاف. صدرت الرواية في إندونيسيا سنة 1927 ويجمع النقاد اليمنيون على أنها أول رواية يمنية، كما أنها أول رواية في الجزيرة العربية.
اصدر المؤلف رواية أخرى بعنوان (الصبر والثبات) في العام 1928.
أعاد نادي القصة اليمني في نوفمبر 2017 طباعة الرواية.

## أجواء الرواية
وفي (فتاة قاروت) التي يعرفها المؤلف في الغلاف بأنها "رواية غرامية انتقادية تتضمن انتقاد بعض عادات المهاجرين الحضارم في الأرخبيل الهندي"، يقدم الأديب أحمد عبد الله السقاف في أسلوب شيّق جملة من أفكاره وآرائه المرتبطة بعادات المهاجرين الحضارم وسلوكهم في الأرخبيل الهندي التي سبق له إن أفصح عنها في صحيفتي (الإصلاح) و(الرابطة العلوية). كما سعى المؤلف إلى توظيف شخصيات روايته في سبيل عرض موقفه الرافض لاندماج المولدين الحضارم في المجتمع المحلي في جاوه.
وتبدأ الرواية حينما يقرر البطل عبد الله، الذي وصل من حضرموت إلى الأرخبيل الهندي لإنجاز بعض الأمور المتعلقة بتركة والده، أن يقضي بعض الوقت للاستجمام في منتجع قاروت الواقعة في شرق جزيرة جاوه. وهناك يرى للحظات فتاة تدعى نيغ ويقع حالا في حبها ويقدم على الزواج منها حتى دون أن يراها ثانية أو أن يتأكد من أصلها ونسبها. وفي اليوم التالي للزواج يضطر أن يغادر قاروت للذهاب إلى سنغافورة لمقابلة أخيه عبد القادر الذي جاء ليعود به إلى حضرموت. لكن قبل العودة إلى حضرموت عليهما أن يزورا عمهما عبد الرحيم الذي يقيم في مدينة سورابايا في جنوب شرق جاوه. وهناك يقتنع عبد الله بالزواج من المولدة سعيدة؛ فهي بنت عمه و”من دمه ولحمه”. إلا أنه يكتشف، بعد أيام من الزواج، أن سعيدة لا تحتجب عن الشباب الغرباء أو الباعة الجوالين الذين لا يبيعون بضاعتهم في جاوه إلا داخل البيوت. لهذا يضطر عبد الله أن يطلق بنت عمه حتى دون أن يعاشرها بسبب اختلاف طباعهما.